# Trouble (rapper)
Trouble, pseudonimo di Mariel Semonte Orr (Atlanta, 4 novembre 1987 – Conyers, 5 giugno 2022), è stato un rapper statunitense.

## Biografia
Mariel Semonte Orr nasce il 4 novembre 1987 ad Atlanta, in Georgia, avviandosi verso il rap già all'età di 14 anni.
Nell'aprile 2011 pubblica il suo mixtape di debutto, December 17th, apparso successivamente nella classifica dei 25 migliori mixtape dell'anno stilata da Complex. La stessa rivista, ad agosto, aggiunge Orr nella lista dei 15 rapper da tenere d'occhio, mentre due anni dopo, nel 2013, XXL lo nomina all'interno dell'elenco dei 15 rapper più consigliati all'ascolto.
Nel 2016 Trouble è apparso nel singolo Key To The Streets del rapper concittadino YFN Lucci, piazzatosi alla posizione numero 70 della Billboard Hot 100.
Il 23 marzo 2018 esce il suo primo album in studio, Edgewood.
Il 5 giugno 2022 Orr viene raggiunto da un proiettile al petto durante una lite domestica avvenuta all'interno dell'abitazione di una sua amica a Conyers, nella contea di Rockdale. Trasportato d'urgenza in ospedale, viene dichiarato morto poco dopo. L'omicidio sarebbe stato commesso da Jamichael Jones, un uomo di 33 anni che in passato aveva avuto una relazione proprio con l'amica del rapper. Secondo le perizie degli investigatori, l'uomo si sarebbe introdotto con forza all'interno dell'appartamento, iniziando successivamente ad aggredire la donna. Poco dopo Orr, nel tentativo di fermare l'alterco, sarebbe stato colpito da un proiettile calibro 40, il quale bossolo è stato poi rinvenuto sulla scena del crimine.

## Discografia

### Album in studio
- 2018 – Edgewood
- 2020 – Thug Luv

### Mixtape
- 2011 – December 17h
- 2011 – Green Light
- 2012 – 431 Days
- 2013 – The Return of December 17th
- 2014 – All On Me
- 2015 – #ZayDidit
- 2015 – Skoob Fresh
- 2016 – Skoobzilla
- 2017 – Year in 2016